# Troy (Michigan)
Troy è un comune (city) degli Stati Uniti d'America della contea di Oakland nello Stato del Michigan. La popolazione era di 80 980 abitanti al censimento del 2010, il che la rende l'11ª città più popolosa dello stato e la più grande della contea di Oakland. Troy è una destinazione per il business e lo shopping all'interno dell'area della Metro Detroit, con numerosi uffici e l'elegante centro commerciale Somerset Collection.

## Geografia fisica
Secondo lo United States Census Bureau, ha un'area totale di 33,64 mi² (87,13 km²).

## Storia
I primi registri dell'acquisto dei terreni in quella che era nota come Troy Township si erano verificati nel 1819. Un paio di anni dopo un insediamento noto come Troy Corners fu creato da Johnson Niles che acquistò 160 ettari della regione. L'area è attualmente la zona nord-centrale di Troy. Nel 1827, la Troy Township fu creata. Nel 1955, Troy venne ufficialmente incorporata principalmente come strategia per impedire alle vicine città di assumere più terreni.

## Società

### Evoluzione demografica
Secondo il censimento del 2010, la popolazione era di 80 980 abitanti.

### Etnie e minoranze straniere
Secondo il censimento del 2010, la composizione etnica della città era formata dal 74,09% di bianchi, il 4,00% di afroamericani, lo 0,19% di nativi americani, il 19,09% di asiatici, lo 0,59% di altre razze, e il 2,04% di due o più etnie. Ispanici o latinos di qualunque razza erano il 2,11% della popolazione.